# Садовый (Пермь)
Садовый — микрорайон города Перми. Расположен в Мотовилихинском районе.

## История микрорайона
На плане Мотовилихинского завода 1892 года территория современного Садового на левом берегу Ивы отмечена как «Владения крестьян Верхне и Нижне-Муллинской волости» и являлась пахотной землёй. Эта площадь не входила в состав Мотовилихи.

Впоследствии сельхозугодья до 1917 года были собственностью предпринимателя Коновалова. Отсюда и пошло название населённого пункта — Коноваловские пашни.

До конца 1930-х годов южная окраина Мотовилихи была мало обжита и отделялась от неё глубокими оврагами (по улице Макаренко и Иве) и аэродромным полем.
После Великой Отечественной войны директор завода имени Молотова А. И. Быховский стал инициатором строительства жилого посёлка из индивидуальных домов для работников завода на Коноваловских пашнях с выделением приусадебных участков. Это было огромным подспорьем для истощённых военным голодом людей и помогало решать жилищную проблему.

В 1950 годах началась комплексная застройка 2х этажными каменными домами и объектами Соцкультбыта. Посёлок долго назывался именем Быховского. От тех времён сохранилось здание бывшей начальной школы, которая была и местным центром культуры. Теперь здесь располагается ювелирная фабрика.

До перестроечных времён самым крупным предприятием здесь был вагоноремонтный завод. Теперь от него осталось только название трамвайной конечной остановки — «ВРЗ».
Застройка одного из самых перспективных районов Перми — Садового — изначально, по генплану, с 1980-х годов проводилась высотками в 12-14 этажей. В 2002 году, в начале улицы Уинской, было возведено 16-этажное здание стреловидного контура под номером 1.
Реконструкция квартала микрорайона предполагает строительство 80000 м² жилья, детского сада, школы и магазина в два этапа за два года. В первую очередь планируется построить три дома общей площадью 10000 м² для людей живущих в ветхих домах этого микрорайона.
24 января 2006 года на улице Уинская, 10 открылся филиал регионального банка Пермского края ОАО «Коммерческий банк „Уральский финансовый дом“» (ОАО «Урал ФД»).
В 1999 году в микрорайоне создано ТОС.

В 2005 году благодаря «Урал-Информ ТВ» в Перми на Садовом появилась «Аллея Журналиста».

## Микрорайон сейчас
Садовый активно застраивается новыми жилыми домами. Через Садовый прошла трасса «Старцева-Ива», это входит в проект «Большая Пермь».

## Информация
- Население микрорайона — 31906 человек. В том числе:
  - Дошкольники — 2113 человек
  - Школьники — 5252 человека
  - Трудоспособное население — 17943 человека
  - Пенсионеры — 6526 человек. Из них:
    - По достижении пенсионного возраста — 211 человек
    - По Инвалидности — 902 человека
- Площадь — 1,7 км²
- Количество:
  - Кварталов — 12
  - Улиц — 15
    - Перечень улиц:

Старцева 9-21, Пушкарская 88-136, Звонарева, Лякишева, Пономарева, Подольская, Юрша, Шмидта, Уинская, Макаренко 21-25